# Murder Ballads
Murder Ballads — дев'ятий студійний альбом гурту Nick Cave and the Bad Seeds, представлений 5 лютого 1996 року під лейблом Mute Records. Як і зазначається у назві, альбом складається з нових та традиційних балад про вбивство — жанру пісень, що піднімають теми злочинів на ґрунті пристрасті.
Пісня «Where the Wild Roses Grow» (дует із співачкою Кайлі Міноуг) стала хітом і отримала дві премії ARIA Awards у 1996 році. Також серед відомих музикантів, які взяли участь у записі цієї платівки, є Пі Джей Гарві та Шейн МакҐован.

## Список пісень
| #   | Назва                       | Тривалість |
| --- | --------------------------- | ---------- |
| 1.  | «Song of Joy»               | 6:47       |
| 2.  | «Stagger Lee»               | 5:15       |
| 3.  | «Henry Lee»                 | 3:58       |
| 4.  | «Lovely Creature»           | 4:13       |
| 5.  | «Where the Wild Roses Grow» | 3:57       |
| 6.  | «The Curse of Millhaven»    | 6:55       |
| 7.  | «The Kindness of Strangers» | 4:39       |
| 8.  | «Crow Jane»                 | 4:14       |
| 9.  | «O'Malley's Bar»            | 14:28      |
| 10. | «Death Is Not the End»      | 4:26       |

## Чарти

### Тижневі чарти
| Чарт (1996)                                          | Найвища позиція |
| ---------------------------------------------------- | --------------- |
| Австралія Australian Albums (ARIA)                   | 3               |
| Австрія Austrian Albums (Ö3 Austria)                 | 1               |
| Бельгія Belgian Albums (Ultratop Flanders)           | 5               |
| Бельгія Belgian Albums (Ultratop Wallonia)           | 12              |
| Нідерланди Dutch Albums (MegaCharts)                 | 18              |
| Фінляндія Finnish Albums (Suomen virallinen lista)   | 7               |
| Німеччина German Albums (Offizielle Top 100)         | 5               |
| Угорщина Hungarian Albums (MAHASZ)                   | 17              |
| Нова Зеландія New Zealand Albums (Recorded Music NZ) | 12              |
| Норвегія Norwegian Albums (VG-lista)                 | 1               |
| Швеція Swedish Albums (Sverigetopplistan)            | 1               |
| Швейцарія Swiss Albums (Schweizer Hitparade)         | 14              |
| Велика Британія UK Albums (OCC)                      | 8               |

### Річні чарти
| Чарт (1996)                        | Позиція |
| ---------------------------------- | ------- |
| Austrian Albums (Ö3 Austria)       | 40      |
| German Albums Chart                | 81      |
| Swedish Albums (Sverigetopplistan) | 61      |

## Сертифікації
| Регіон                                       | Сертифікація | Продажі  |
| -------------------------------------------- | ------------ | -------- |
| Велика Британія (BPI)                        | Золотий      | 100 000* |
| *продажі, що базуються лише на сертифікаціях |              |          |